# Oper im Steinbruch St. Margarethen

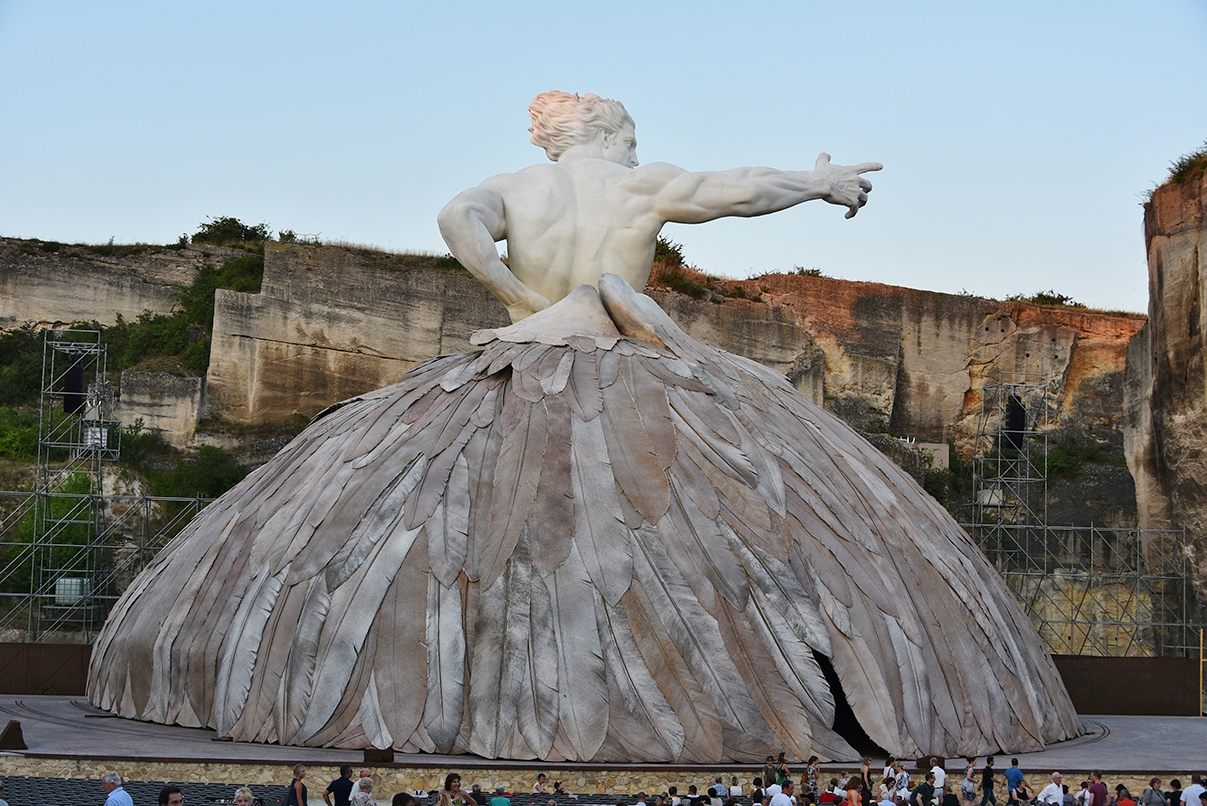
Der Engel der Bühnenbildnerin Amra Bergman für Robert Dornhelms Inszenierung der Tosca

Die Oper im Steinbruch St. Margarethen (bis 2014 Opernfestspiele St. Margarethen) ist ein jährlich stattfindendes Open-Air-Opern-Festival im Römersteinbruch in Sankt Margarethen im Burgenland (Österreich).

## Geschichte
Die Oper im Steinbruch St. Margarethen wurde auf Anregung von Marcel Prawy unter dem Namen „Opernfestspiele St. Margarethen“ gegründet. Die Opernfestspiele hatten von Anbeginn die Absicht, sogenannte „werktreue“ Inszenierungen zu bieten und fanden erstmals 1996 statt. Auf der Freilichtnaturbühne gab es seither jährlich in den Sommermonaten Juli und August Opernvorführungen und Konzerte mit klassischer Musik und Popmusik. Ab 2001 wurde im Rahmen der Opernfestspiele außerdem jedes Jahr eine Kinderoper im Nebensteinbruch „Papagenos Opernwelt“ in St. Margarethen inszeniert. Die Bühne befand sich im stillgelegten Teil des Steinbruchs. Begründer und Intendant der Festspiele war bis Mitte 2014 der Österreicher Wolfgang Werner.
Seit 2006 präsentieren die Opernfestspiele eine Kinderoper und mit der Reihe „römersteinbruch exklusiv“ Konzerte in den Bereichen Klassik, Pop und Jazz. Persönlichkeiten wie Jessye Norman, Montserrat Caballé, Elīna Garanča, Udo Jürgens, Paolo Conte, Christina Stürmer, Leonard Cohen oder Norah Jones waren hier bereits zu Gast.
Im Jahr 2014 mussten die Opernfestspiele Insolvenz anmelden. In der Folge legte Wolfgang Werner die Leitung nieder. Die Vorstellungen der Saison 2014 wurden aber planmäßig gespielt. Der Eigentümer des Steinbruchs, die Stiftung Esterházy, zielte jedoch auf eine Weiterführung des Opernfestivals ab. Schon der Spielbetrieb für 2014 wurde von der neu gegründeten Arenaria GmbH übernommen.
Im August 2017 wurde die für 2018 geplante Produktion des Troubadours abgesagt, begründet wurde dies mit der fehlenden Unterstützung durch das Land Burgenland.
2019 wurde Daniel Serafin zum Künstlerischen Direktor der Oper im Steinbruch St. Margarethen ernannt.
Die für Juli 2020 geplante Premiere von Giacomo Puccinis „Turandot“ sowie alle weiteren Termine wurden aufgrund der COVID-19-Pandemie in die Spielsaison 2021 verschoben. Am 14. Juli 2021 feierte das Stück „Turandot“ mit Martina Serafin in der Hauptrolle Premiere.

## Programm

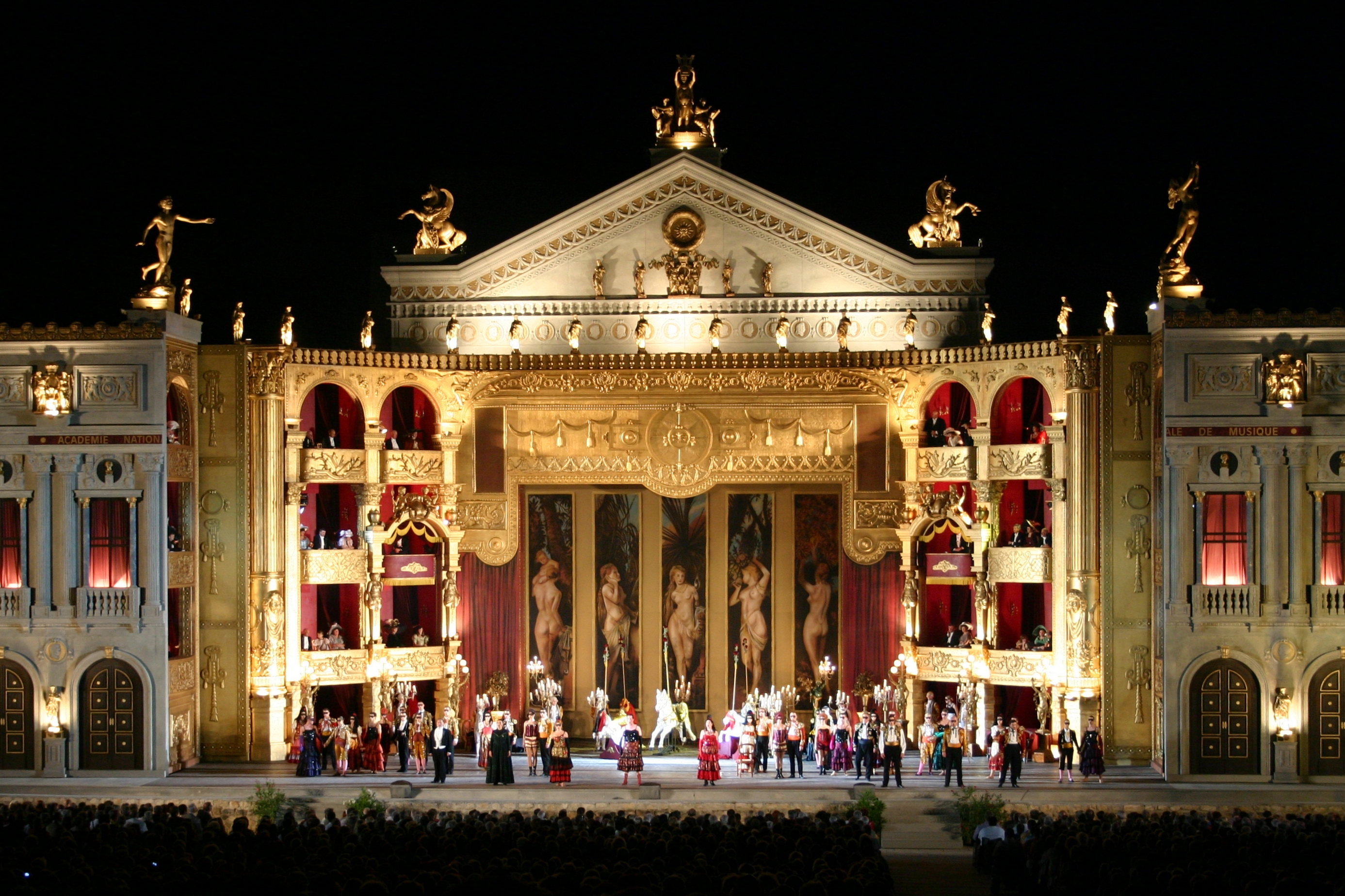
Bühnenbild von Manfred Waba für La traviata, 2008

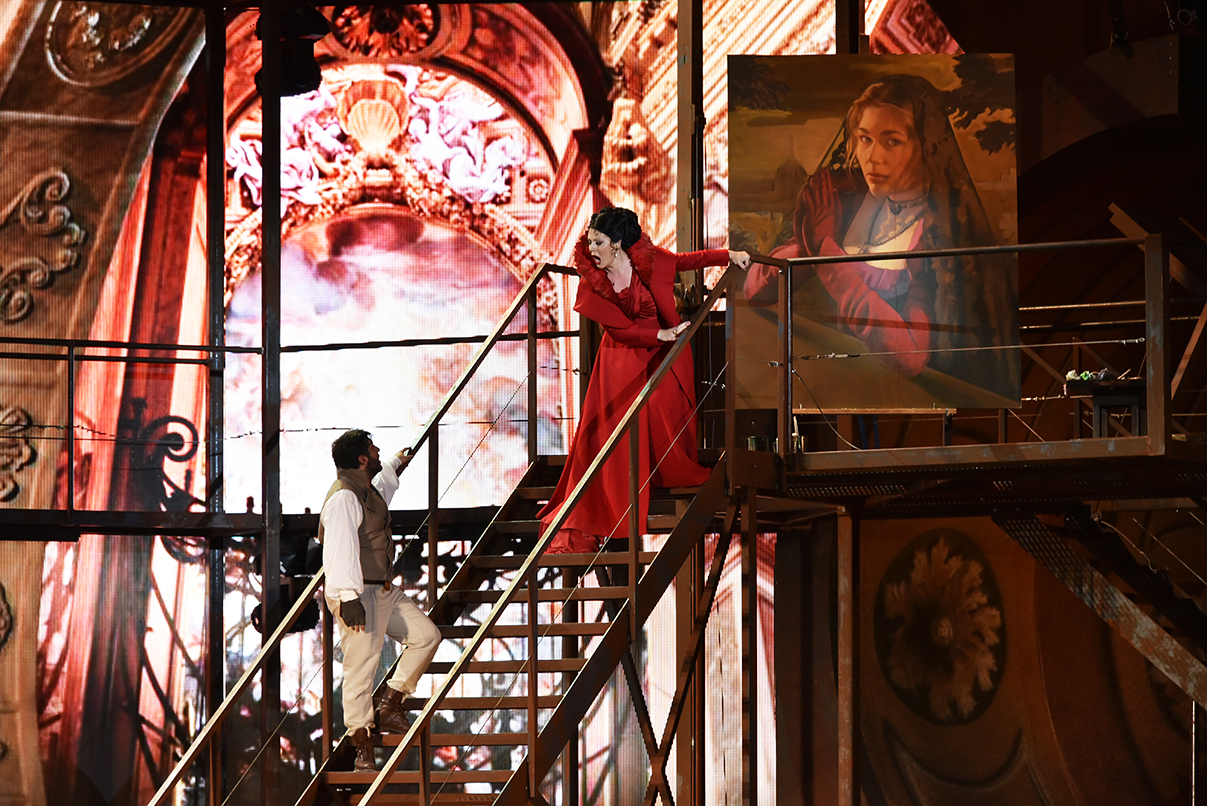
Szene aus Tosca mit Andrea Carè und Martina Serafin, 2015

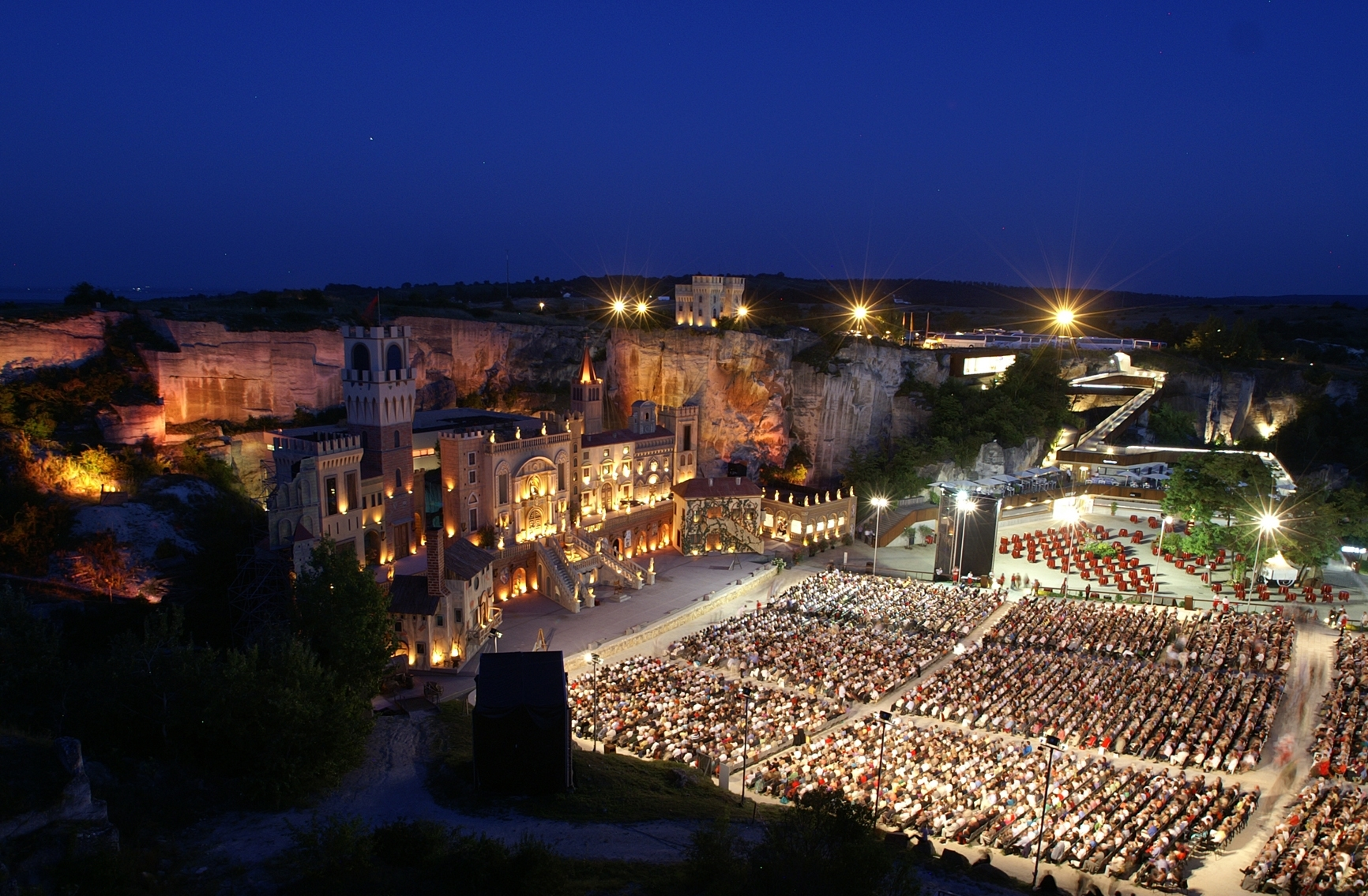
Römersteinbruch mit Kulissen für Rigoletto, 2009

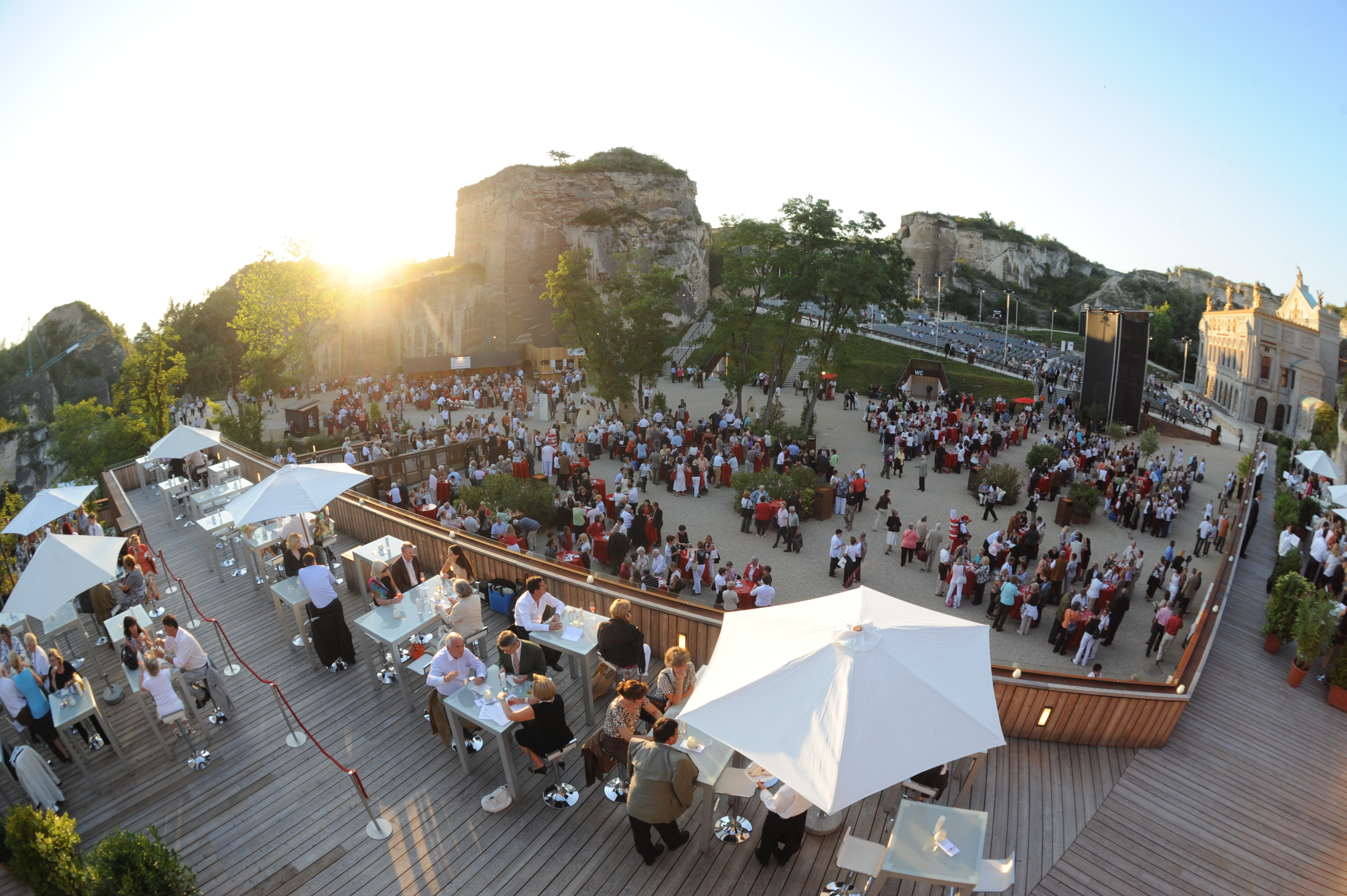
Opern Lounge mit Blick auf den Foyerpark

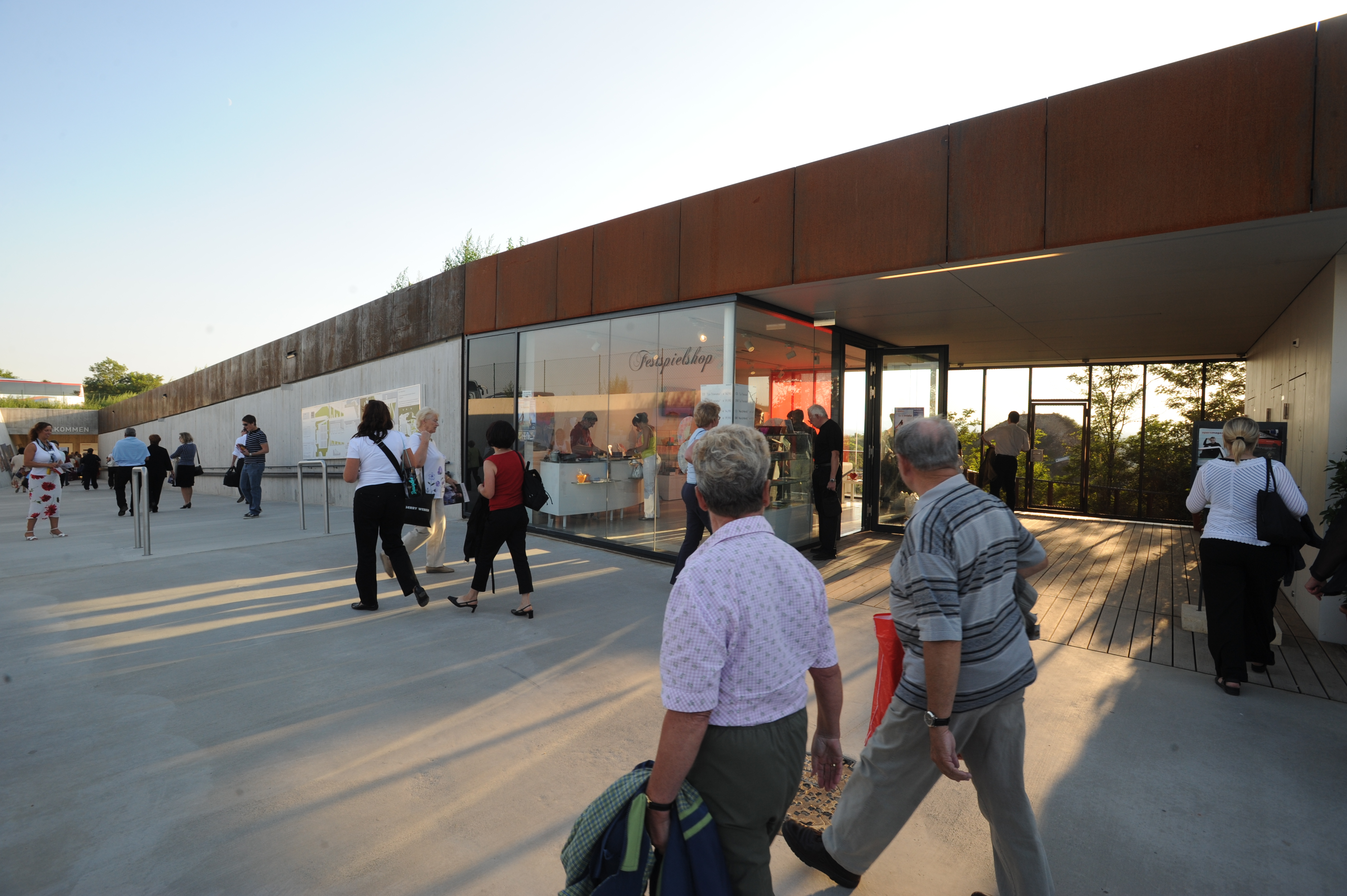
Eingangsbereich des Festspielgeländes

### Opernaufführungen
Auf der großen Bühne des Steinbruchs St. Margarethen finden jedes Jahr im Sommer Aufführungen bekannter Opernwerke statt. Sowohl das Bühnenbild, das sich in die Naturkulisse zu integrieren trachtet, als auch die musikalischen Darbietungen ziehen jährlich rund 160.000 Besucher an. Auf der Freilichtbühne finden 4.670 Personen pro Veranstaltung Platz.
2016 wurde „Der Liebestrank“ auf der kleineren Ruffinibühne – benannt nach dem Leiter des Steinbruchs des Fürsten Esterházy Romulo Ruffini – für rund 2.200 Besucher gespielt, da auf der großen Bühne die Passionsspiele stattfanden, welche alle fünf Jahre veranstaltet werden.

### Inszenierungen
- 1996: Nabucco (Giuseppe Verdi)
- 1997: Aida (Antonio Ghislanzoni und Giuseppe Verdi)
- 1998: Carmen (Georges Bizet)
- 1999: Die Zauberflöte (Wolfgang Amadeus Mozart)
- 2000: Nabucco (Giuseppe Verdi)
- 2001: Pause aufgrund der Passionsspiele
- 2002: Otello (Giuseppe Verdi)
- 2003: Turandot (Giacomo Puccini)
- 2004: Aida (Antonio Ghislanzoni und Giuseppe Verdi)
- 2005: Carmen (Georges Bizet)
- 2006: Pause aufgrund der Passionsspiele
- 2007: Nabucco (Giuseppe Verdi)
- 2008: La traviata (Giuseppe Verdi)
- 2009: Rigoletto (Giuseppe Verdi)
- 2010: Die Zauberflöte (Wolfgang Amadeus Mozart)
- 2011: Don Giovanni (Wolfgang Amadeus Mozart)
- 2012: Carmen (Georges Bizet)
- 2013: La Bohème (Giacomo Puccini)
- 2014: Aida (Giuseppe Verdi)
- 2015: Tosca (Giacomo Puccini)
- 2016: Der Liebestrank (Gaetano Donizetti)
- 2017: Rigoletto (Giuseppe Verdi)
- 2018: Pause
- 2019: Die Zauberflöte (Wolfgang Amadeus Mozart)[13]
- 2020: Pause aufgrund der COVID-19-Pandemie[14]
- 2021: Turandot (Giacomo Puccini)
- 2022: Nabucco (Giuseppe Verdi)
- 2023: Carmen (Georges Bizet)
- 2024: Aida (Giuseppe Verdi)
- 2025: Der fliegende Holländer (Richard Wagner)

## Festivalgelände
Das Festivalgelände im Steinbruch St. Margarethen gilt als einzigartig in Mitteleuropa. Aus dem vor Ort abgebauten burgenländischen Kalksandstein wurden bedeutende Bauten wie das Wiener Rathaus errichtet.
In den Jahren 2007 und 2008 wurde der Naturraum des Festivalgeländes mit Rücksicht auf die Besonderheit der Felsenkulisse umgebaut und neugestaltet. Zugleich wurden dabei die notwendigen infrastrukturellen Bedingungen geschaffen.
Die Esterhazy Stiftung unter Direktor Stefan Ottrubay hat 12,5 Millionen Euro in den Ausbau des Festspielgeländes investiert.

## Auszeichnung
- 2016: Österreichischer Musiktheaterpreis – Bestes Festival